# Прокудино (Калужская область)
Прокудино — деревня в Дзержинском районе Калужской области, входит в состав муниципального образования Сельское поселение «Деревня Рудня». Население — 0 чел. (2010).

## География
Деревня расположена в 12 км по автомобильной дороге от центра поселения деревни Рудня, в 53 км от областного центра города Калуги и в 210 км от центра Москвы.

## Население
| 1859 | 1912 | 2002 | 2010 |
| ---- | ---- | ---- | ---- |
| 116  | ↗239 | ↘4   | ↘0   |

Структура
- По данным 1859 года — 15 дворов с населением 116 человек (мужчин — 58, женщин — 58).
- По данным 1912 года — 239 человек (мужчин — 118, женщин — 121).
- По данным 2010 года - постоянного населения в деревне нет.

## История
Деревня уже существовала, по крайней мере, во второй половине XVIII-го века. Она нанесена на План генерального межевания Медынского уезда 1779 года.
В XIX - начале XX века деревня входила в состав Матовской волости Медынского уезда Калужской губернии.
Во время Крестьянской реформы 1861 г. земли деревни Прокудино принадлежали помещицам Зыбиной Глафире Васильевне и Карповым Аграфене Петровне и Александре Петровне. 
В XIX веке жители д.Прокудино относились к приходу храма в честь святителя Николая (Николаевская церковь), расположенного в селе Бышковичи Утешевской волости Мещовского уезда Калужской губернии.
Со строительством в начале XX века (не позже 1911 г.) церкви в честь иконы Божией матери «Знамение» (Знаменская церковь) в селе Дубенки Матовской волости Медынского уезда Калужской губернии, деревня Прокудино относится к приходу этой церкви (ныне утрачена).

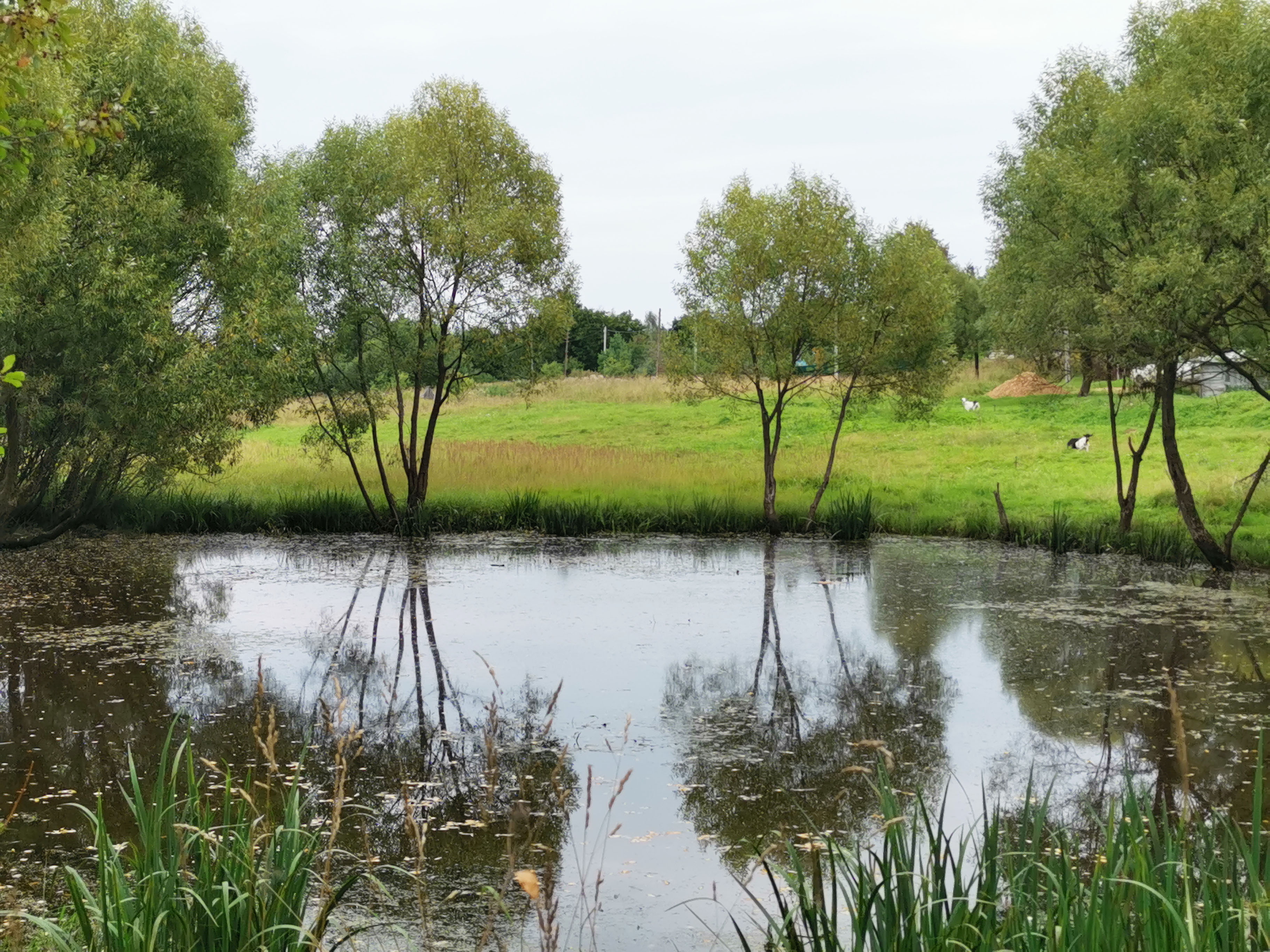
Пруд в деревне Прокудино (2019).

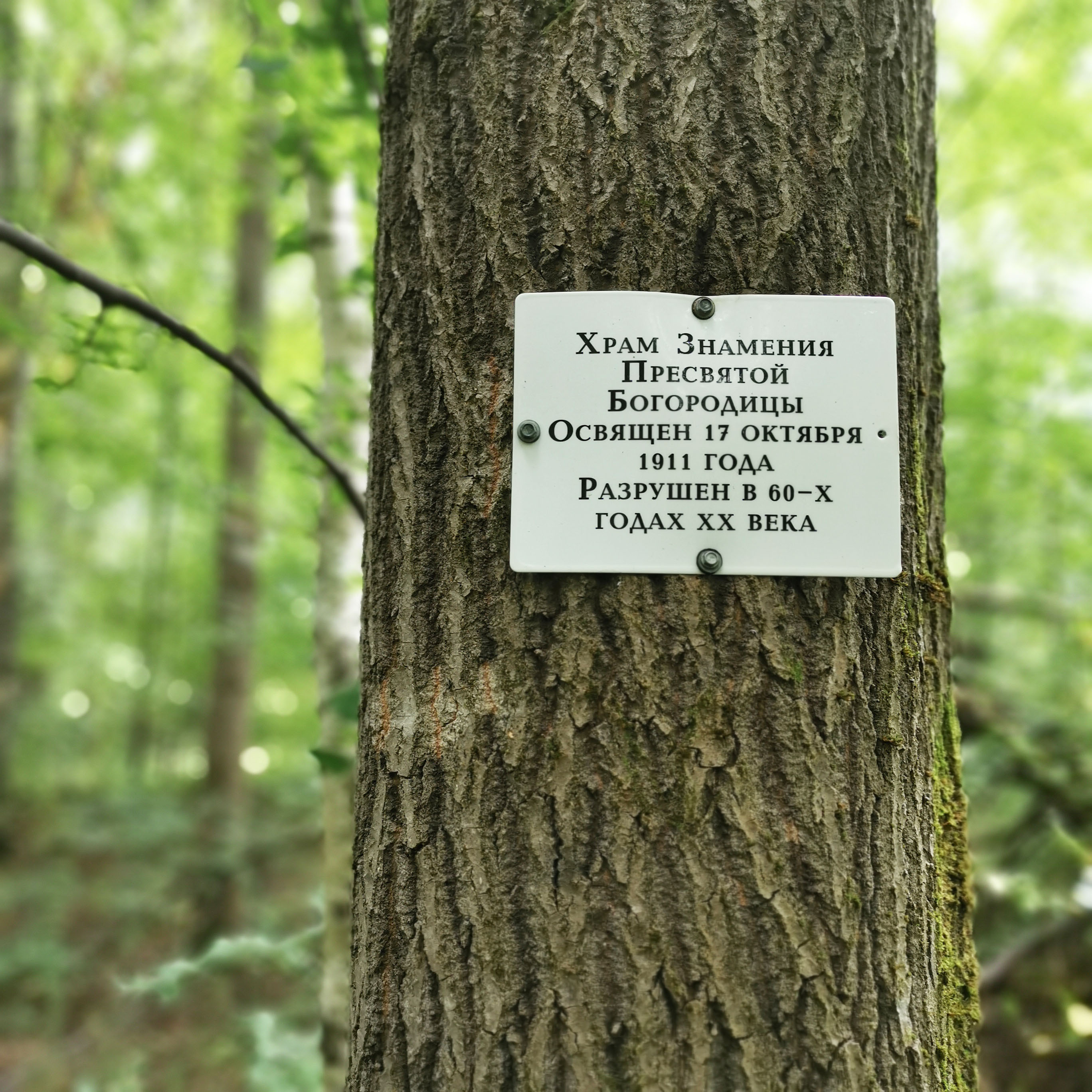
Табличка на месте утраченной Знаменской церкви на кладбище в д.Дубенки (2019).